# Hienghène
Hienghène ( [jəŋ.ɡɛːn]; Fwâi : Hyehen ) é uma comuna na província norte da Nova Caledônia, um território ultramarino da França localizado na Oceania .
Está localizado em uma baía chamada Hienghène Bay, conhecida por suas ilhotas de calcário erodidas.As ilhotas são remanescentes de uma formação de calcário e sílica que uma vez cobriu toda a baía, cerca de 40 milhões de anos atrás. A erosão do vento e da água esculpiu o calcário mais macio, deixando a sílica mais dura para trás em formações atraentes. Várias dessas formações receberam nomes fantásticos, como a Esfinge, as Torres de Notre Dame e a Galinha (foto).

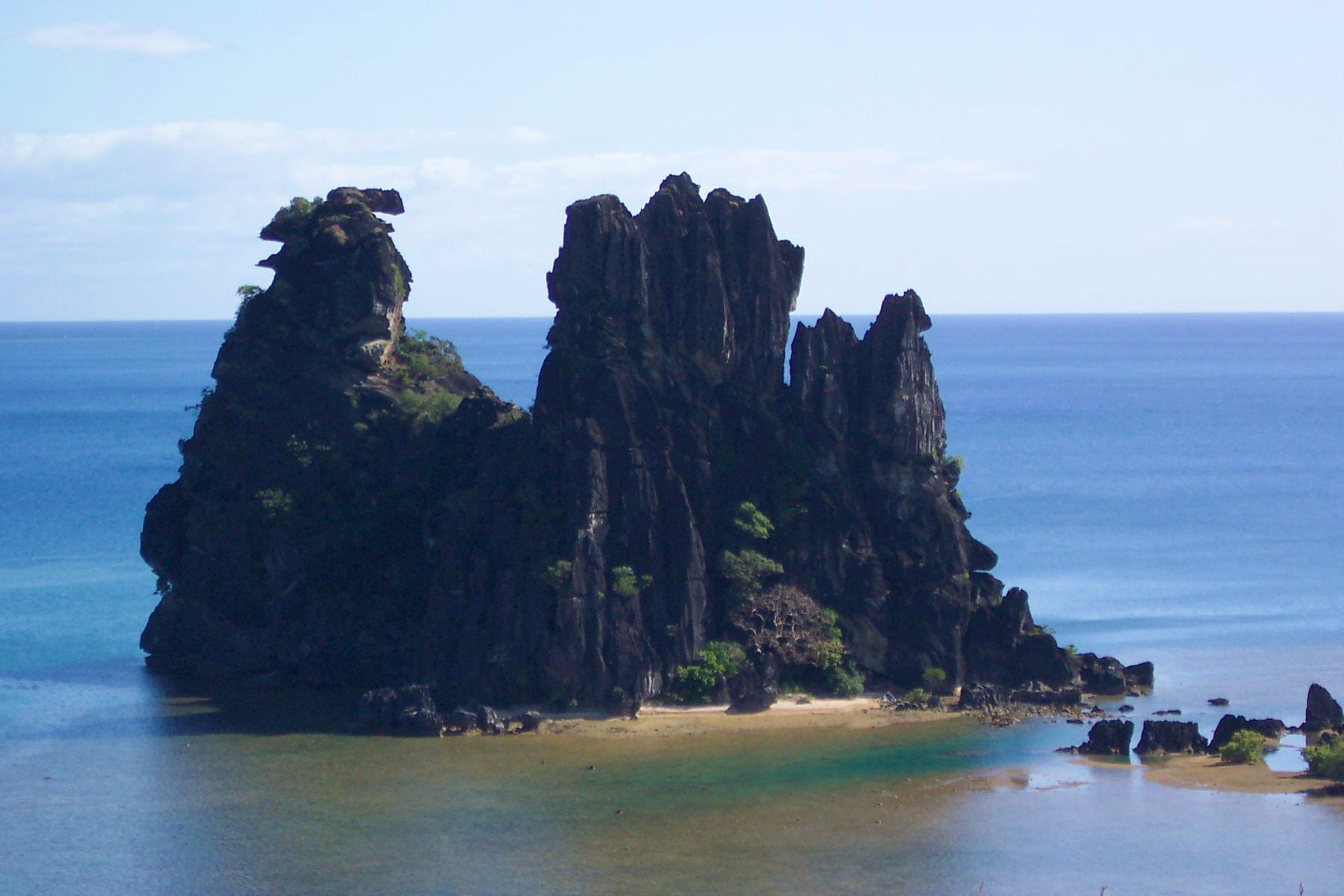